# Dombühl
Dombühl – gmina targowa w Niemczech, w kraju związkowym Bawaria, w rejencji Środkowa Frankonia, w regionie Westmittelfranken, w powiecie Ansbach, wchodzi w skład wspólnoty administracyjnej Schillingsfürst. Leży w pasmie Frankenhöhe, około 21 km na zachód od Ansbachu, przy  linii kolejowej Norymberga - Crailsheim.